# Zenon Plech
Zenon Plech (Zwierzyn, 1 de enero de 1953 - Gdansk, 25 de noviembre de 2020) fue un piloto polaco de carreras de motos internacionales. Terminó tercero en el Campeonato del Mundo de Speedway en 1973 y como subcampeón en 1979.

## Carrera deportiva
Plech ganó el Campeonato Nacional de Polonia cinco veces (1972, 1975, 1979, 1985 y 1986) y subcampeón dos veces (1981 y 1983). También fue miembro de la selección de Polonia para ocupar el tercer lugar en la Copa del Mundo por Equipos en 1972 y 1981.
El tercer puesto de Zenon Plech en la final mundial de 1973 en el Silesian Stadium de Chorzów, Polonia, fue controvertido. En la última vuelta del Heat 19, el piloto soviético Gregory Khlynovski había intentado adelantar a Plech por el liderato entrando en la recta de atrás. Al pasar el ruso, Plech perdió el control de su bicicleta y se cayó. A pesar de las protestas de los ciclistas y los funcionarios soviéticos, y sin tener en cuenta a ningún otro testigo ocular, el árbitro asignado a la reunión por la FIM simplemente tomó la palabra de Plech de que Khlynovski lo había derribado de su bicicleta. El inglés Peter Collins obtuvo la victoria en el heat, Plech fue segundo a pesar de no terminar la carrera, mientras que otro ruso, Valery Gordeev, obtuvo el tercer lugar a pesar de no terminar cuando chocó contra la bicicleta caída de Plech.
El resultado de los dos puntos que ganó por el segundo lugar le permitió a Plech terminar un claro tercero en el campeonato. La decisión, con Khlynovski excluido, debería haber visto a Collins como el único anotador de puntos, ya que fue el único corredor en terminar, y Plech no anotó puntos después de no terminar. Esto habría resultado en que Plech solo terminara el campeonato con 10 puntos y en un empate en el quinto lugar con Khlynovski. Si el ruso no hubiera sido excluido y se le hubiera otorgado la victoria en la serie como muchos, incluidos los campeones mundiales Ivan Mauger y Ole Olsen, creen que debería haber sido el caso, habría terminado con 13 puntos. Esto lo habría puesto en la segunda vuelta por el título con el ganador Jerzy Szczakiel (Polonia) y el campeón defensor Mauger.
Corrió para los Hackney Hawks entre 1975 y 1981 y se perdió dos temporadas en 1977 y 1978 después de ser reclutado en el ejército polaco, aunque Hackney operó "Zenon Plech (reemplazo de jinetes)" durante toda la temporada de 1977. Luego montó brevemente para Sheffield Tigers en la Liga Británica.
Falleció el 25 de noviembre de 2020 a los sesenta y siete años.

## Apariciones en la final mundial

### Campeonato del mundo individual
- 1973 - Chorzów, Estadio de Silesia - 3.º - 12 puntos.
- 1974 - Gotemburgo, Ullevi - 8º - 8 puntos.
- 1975 - Londres, estadio de Wembley - 14º - 4 puntos.
- 1976 - Chorzów, Estadio de Silesia - 5º - 11 puntos.
- 1979 - Chorzów, Estadio de Silesia - 2.º - 13 puntos.
- 1980 - Gotemburgo, Ullevi - 15º - 1 punto.
- 1981 - Londres, estadio de Wembley - 15º - 3 puntos.
- 1983 - Norden, Motodrom Halbemond - 15º - 1 punto.

### Campeonato del Mundo de Parejas
- 1973 - Borås (con Zbigniew Marcinkowski) - 3° - 21 puntos (14).
- 1974 - Mánchester, Hyde Road (con Edward Jancarz) - 5° - 18 puntos (12).
- 1976 - Eskilstuna, Eskilstuna Motorstadion (con Edward Jancarz ) - 7° - 10 puntos (3).
- 1979 - Vojens, Vojens Speedway Center (con Edward Jancarz ) - 3° - 20 puntos (7).
- 1980 - Krško, Estadio Matija Gubec (con Edward Jancarz ) - 2° - 22 puntos (7).
- 1981 - Chorzów, Estadio de Silesia (con Edward Jancarz ) - 3° - 21 puntos (15).

### Copa del mundo por equipos
- 1972 - Olching, Speedwaybahn (con Henryk Glücklich / Pawel Waloszek / Zdzislaw Dobrucki / Marek Cieślak) - 3.º - 21 puntos (7).
- 1973 - Londres, Wembley Stadium (con Pawel Waloszek / Edward Jancarz / Jerzy Szczakiel / Jan Mucha ) - 4° - 8 puntos (5).
- 1974 - Chorzów, Estadio de Silesia (con Jan Mucha / Andrzej Jurczynski / Andrzej Tkocz / Jerzy Szczakiel ) - 3.º - 13 puntos (4).
- 1975 - Norden, Motodrom Halbemond (con Henryk Glucklich / Edward Jancarz / Marek Cieślak / Jerzy Rembas ) - 4° - 9 puntos (0).
- 1976 - Londres, White City Stadium (con Edward Jancarz / Marek Cieślak / Jerzy Rembas / Boleslaw Proch ) - 2° - 28 puntos (6).
- 1978 - Landshut, Ellermuhle (con Edward Jancarz / Marek Cieślak / Jerzy Rembas / Andrzej Huszcza ) - 3.º - 16 + 3 puntos (1).
- 1979 - Londres, White City Stadium (con Piotr Pyszny / Robert Slabon / Marek Cieślak / Andrzej Tkocz ) - 4° - 11 puntos (4).
- 1980 - Breslavia, Estadio Olímpico (con Roman Jankowski / Andrzej Huszcza / Edward Jancarz / Jerzy Rembas ) - 3.º - 15 puntos (5).
- 1984 - Leszno (con Roman Jankowski / Zenon Kasprzak / Leonard Raba / Boleslaw Proch ) - 4° - 8 puntos (4).

## Carrera post-deportiva
Plech se convirtió en el entrenador de los clubes de Gdańsk, Gorzów Wlkp. y Wrocław. Fue entrenador de la selección polaca, que terminó segundo en la final de la Copa del Mundo de Speedway de 2001 detrás de Australia en el Estadio Olímpico de Wrocław. Fue entrenador del equipo sub-16 de Polonia Bydgoszcz y Wybrzeże Gdańsk.
Plech también fue comentarista de carreras para la televisión polaca.